# Durward Gorham Hall

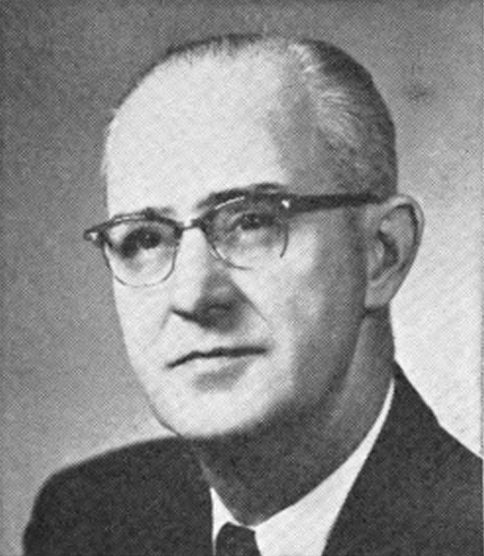
Durward Gorham Hall

Durward Gorham Hall (* 14. September 1910 in Cassville, Barry County, Missouri; † 15. März 2001 in Albany, Oregon) war ein US-amerikanischer Politiker. Zwischen 1961 und 1973 vertrat er den Bundesstaat Missouri im US-Repräsentantenhaus.

## Werdegang
Durward Hall besuchte bis 1926 die Greenwood High School, die der Southwest Missouri State University in Springfield angegliedert ist. Danach studierte er bis 1930 am dortigen Drury College. Nach einem anschließenden Medizinstudium am Rush Medical College in Chicago und seiner 1934 erfolgten Zulassung als Arzt begann Hall in seinem neuen Beruf zu arbeiten. Während des Zweiten Weltkrieges diente er im  medizinischen Dienst der United States Army. Später gehörte er als Mediziner der Army-Reserve an.
Politisch war er Mitglied der Republikanischen Partei. Im Jahr 1964 war er Delegierter zur Republican National Convention in San Francisco, auf der Barry Goldwater als Präsidentschaftskandidat nominiert wurde. Bei den Kongresswahlen des Jahres 1960 wurde Hall im siebten Wahlbezirk von Missouri in das US-Repräsentantenhaus in Washington, D.C. gewählt, wo er am 3. Januar 1961 die Nachfolge von Charles Harrison Brown antrat. Nach fünf Wiederwahlen konnte er bis zum 3. Januar 1973 sechs Legislaturperioden im Kongress absolvieren. Diese waren von den Ereignissen der Bürgerrechtsbewegung und des Vietnamkrieges geprägt. In dieser Zeit wurden auch der 23., der 24., der 25. und der 26. Verfassungszusatz ratifiziert.
Im Jahr 1972 verzichtete Hall auf eine weitere Kongresskandidatur. Später war er Mitgründer und  von 1973 bis 1981 Kurator der Uniformed Services University of Health Sciences in Bethesda (Maryland). Hall gehörte auch der medizinischen Fakultät des Eckerd College in Saint Petersburg (Florida) an. Er starb am 15. März 2001 in Albany (Oregon) und wurde in Springfield beigesetzt, wo er seinen Lebensabend verbracht hatte.